# Tarnoruda, Volociîsk
Tarnoruda (în ucraineană Тарноруда) este localitatea de reședință a comunei Tarnoruda din raionul Volociîsk, regiunea Hmelnîțkîi, Ucraina.

## Demografie
Componența lingvistică a localității Tarnoruda
     Ucraineană (97,74%)
     Polonă (1,5%)
     Alte limbi (0,75%)
Conform recensământului din 2001, majoritatea populației localității Tarnoruda era vorbitoare de ucraineană (97,74%), existând în minoritate și vorbitori de polonă (1,5%).